# Schüttelbrot

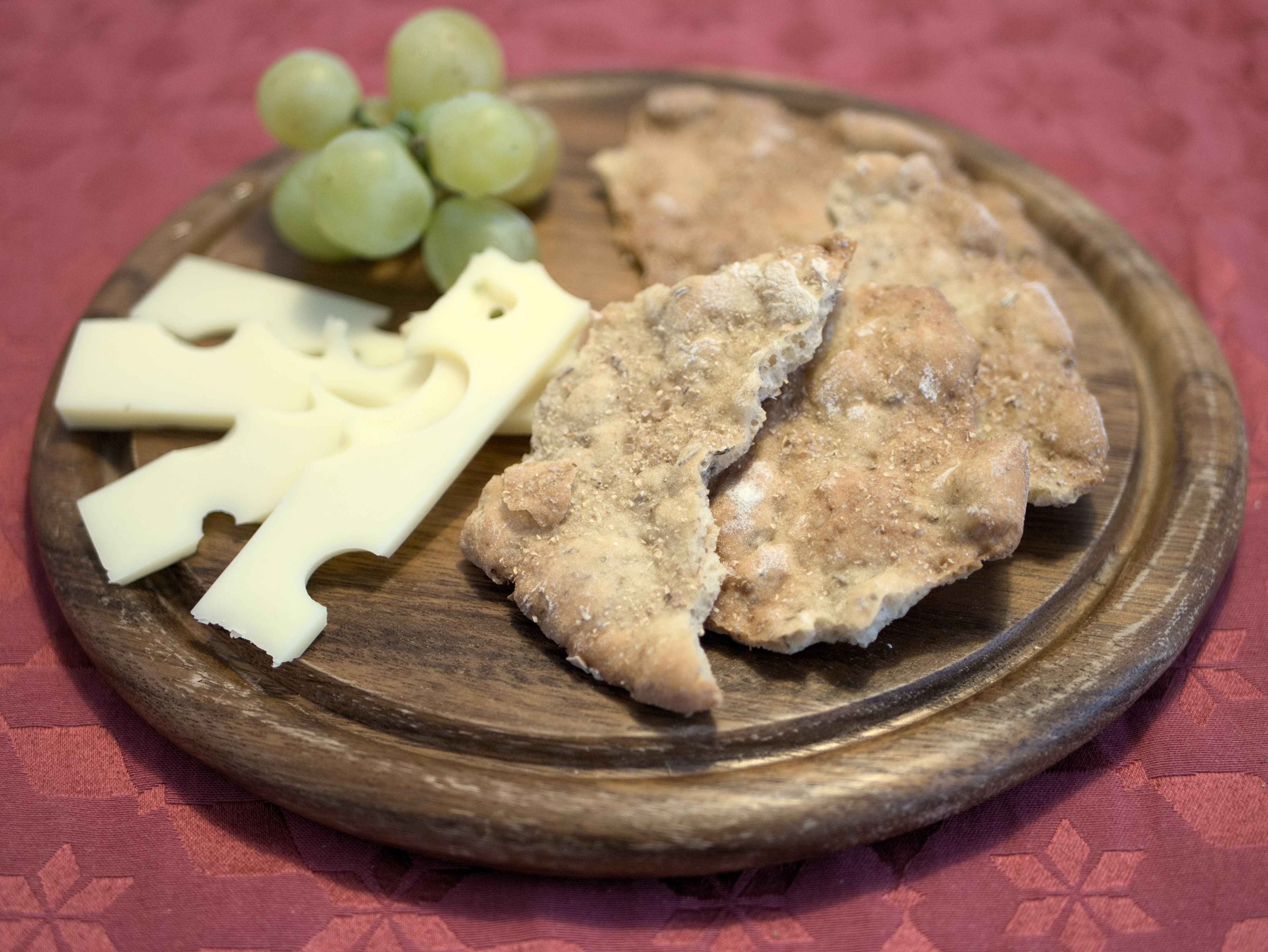
Schüttelbrot del Sud Tirolo

Schüttelbrot (letteralmente "pane scosso", ma viene anche chiamato pane di segale duro o segalino, in Trentino) è un pane nero duro molto comune in Alto Adige.

## Descrizione
Consiste in un pane croccante a base di farina di segale, acqua, lievito, sale e spezie (cumino, semi di finocchio, anice e coriandolo) e in base al territorio prende un gusto e un aspetto differente. Esso è caratterizzato da una lunga durata nel tempo ed è tradizionalmente mangiato con speck o formaggio durante la tipica Marende tirolese.
Durante la sua preparazione viene appunto scosso, da qui il nome Schüttel, andando ad appiattirlo sempre più.
Solitamente dopo la sua preparazione e cottura, questo viene seccato in appositi scaffali o in locali aerati.

## Origine
Informazioni sulla produzione del pane e sull'arte della panificazione ci vengono fornite dalle antiche scritture medievali nella provincia autonoma di Bolzano, la cui caratteristica era già allora la lunga conservabilità.
In Alto Adige lo "Schüttelbrot”, il pane alla segale con aggiunta di cumino, finocchio e fieno greco blu di forma rotonda irregolare, è un pane di scorta: viene sfornato come pane secco e croccante e mangiato come tale.
Lo troviamo citato per la prima volta nell'ordinamento tirolese dei fornai del 1610, che tuttavia fa riferimento a regolamenti di più vecchia data. 
Per il clima piuttosto rigido e relativamente secco, come anche per le difficoltà legate ai collegamenti vari e all'isolamento degli insediamenti rurali di alta montagna, in Alto Adige, già dal primo medioevo si è instaurata una particolare forma di economia basata sulla costituzione di scorte alimentari, le quali dovevano servire per superare i momenti più difficili dell'anno. Per questo motivo grande importanza veniva data all'arte della conservazione degli alimenti, nella quale sono state sviluppate e perfezionate particolari tecniche come quella dell'affumicatura (speck), dell'acidificazione (crauti, cavolo verza), della salamoia (carne in salamoia) e dell'essiccazione (frutta secca, pane).
Producendo in proprio ciò che serviva per vivere, si cercava sempre di avere in casa scorte sufficienti in modo da poter superare i periodi di magra, anche prolungati (inverno) e, inoltre, per non dover essere troppo impegnati nella produzione di alimenti di base durante i periodi di più intenso lavoro (come nel tempo del raccolto, dell'alpeggio, ecc.). Un elemento determinante era quindi costituito dalle scorte di pane, e dalla conservazione del pane stesso, il nutrimento principale della popolazione contadina medioevale.
Un'ulteriore caratteristica del pane Schüttelbrot dell'Alto Adige sono gli aromi utilizzati nella panificazione. Così, ad esempio, il fieno greco blu (Trigonella caerulea) è un elemento fisso dei vecchi orti contadini tirolesi, e l'anice comune e il finocchio (Foeniculum vulgare) come gli aromi più usati nella preparazione del pane in Alto Adige. Anche il coriandolo (Coriandrum sativum) e, all'occorrenza, il cumino selvatico (cuminum silvestre) venivano utilizzati per aromatizzare il pane e come aggiunta per aiutare la digestione.
La sinergia creatasi tra l'esigenza di valorizzare i prodotti del territorio (segale, piante aromatiche), e le necessità in passato di costituire scorte alimentari per i periodi invernali e di massimo impegno lavorativo si è tramandata e trasformata fino a oggi. In tal senso il pane “Südtiroler Schüttelbrot“ rappresenta uno strumento fondamentale dell'enogastronomia della provincia, la quale è alla base della strategia di sviluppo socio economico dell’Alto Adige.
Oggi il pane “Südtiroler Schüttelbrot“ è apprezzato dalla popolazione altoatesina e da milioni di turisti perché fa parte di una tipica merenda altoatesina, accompagnata da speck, formaggio e vino dell'Alto Adige.

## Caratteristiche
Il Schüttelbrot è un pane secco croccante a lunga conservazione che ricorda una forma rotonda e appiattita, con alveolatura irregolare, dalla marcata nota di cumino e finocchio. Sono impiegati i seguenti ingredienti: farine di segale (min. 50%), farina di grano tenero (frumento e/o farro), sale (anche sale iodato), spezie (cumino, finocchio e fieno greco blu, e alternativamente anche anice, coriandolo), malto (farine maltati e/o estratti maltati), nonché lievito e/o pasta di lievito acido (pasta madre) prodotta nell'azienda.

## Ingredienti
Ricetta per la preparazione di 10 panini.
Per la biga:
- 250 g di farina di segale
- 250 ml di acqua tiepida
- 20 g di lievito di birra

Per l'impasto:
- 500 g farina di segale
- 250 g di farina di frumento
- 850 ml di acqua tiepida
- 20 g di lievito di birra
- 20 g di sale
- 5 g di semi di finocchio
- 5 g di semi di cumino
- 5 g di fieno greco blu

## Tutela
Con il nome di Schüttelbrot Alto Adige (in tedesco Südtiroler Schüttelbrot) è riconosciuto come prodotto IGP dall'estate del 2020. In precedenza era tutelato quale Prodotto Agroalimentare Tradizionale.